# Labotes (general)
Labotes (grec antic: Λαβώτης) fou un governador espartà de la colònia d'Heraclea.
Va morir en un combat contra el poble dels eteus juntament amb uns set-cents colons, per la traïció dels seus aliats aqueus l'any 409 aC. Plutarc explica una anècdota d'un cert Labotes que segurament fa referència al mateix personatge. Diu que Labotes, quan qualcú s'entretenia molt introduint un tema, exigia, irònicament, que als temes de poca importància els corresponguessin introduccions breus.